# Miriam Krause

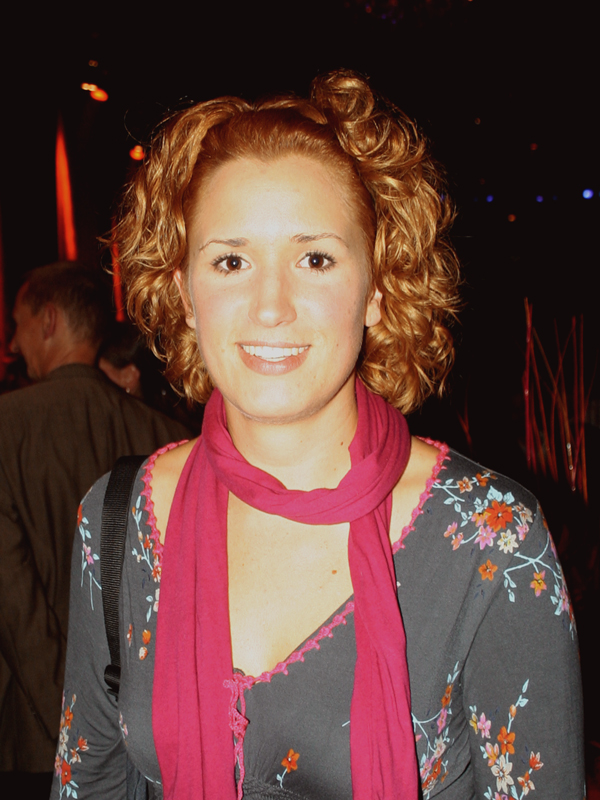
Miriam Krause (2006)

Miriam Krause (* 10. Mai 1979 in München) ist eine deutsche Schauspielerin.

## Leben
Miriam Krause ist die jüngere Tochter des Schauspielers Hansi Kraus.
Ihre Schauspielausbildung absolvierte sie von 1996 bis 1999 am Schauspiel München. Nach ihrem ersten Erfolg als Vroni in der ARD-Serie Powder Park spielte sie von 2002 bis 2005 die Caro in der Sesamstraße. Es folgten Rollen u. a. in SOKO München und Die Rosenheim-Cops. Von Juni 2006 (Folge 169) bis Januar 2007 (Folge 313) war sie als Helen Marinelli in der ARD-Telenovela Sturm der Liebe zu sehen. In den Jahren 2009 und 2010 kehrte sie kurzzeitig in die Serie zurück.
Miriam Krause hat inzwischen die Schauspielerei hinter sich gelassen und leitet, als gelernte Friseurin, einen Friseursalon mit insgesamt zwölf Mitarbeitern. Sie hat eine Tochter und einen Sohn.

## Filmografie
- 1998: Julia – Kämpfe für deinen Traum
- 1999: Geschichten aus dem Nachbarhaus (Fernsehserie, 1 Folge)
- 2001: Powder Park (Fernsehserie, 1 Folge)
- 2001: Plötzlich erwachsen
- 2001: Großstadtrevier (Fernsehserie, 1 Folge)
- 2001–2016: Weißblaue Geschichten (Fernsehserie, 4 Folgen, verschiedene Rollen)
- 2002: SOKO München (Fernsehserie, 1 Folge)
- 2002–2005: Sesamstraße (Fernsehserie)
- 2003: Tierarzt Dr. Engel (Fernsehserie, 2 Folgen)
- 2005: Die Rosenheim-Cops (Fernsehserie, 1 Folge)
- 2006–2007, 2009, 2010: Sturm der Liebe (Fernsehserie, 211 Folgen)
- 2007: Weißt was geil wär…?!
- 2010: Eine Sennerin zum Verlieben
- 2010: Geschichten aus den Bergen (Fernsehreihe, 2 Folgen)
- 2012: Ein Drilling kommt selten allein
- 2018: Um Himmels Willen (Fernsehserie, 1 Folge)